# Bariga Boys
Pour plus de détails, voir Fiche technique et Distribution.
Bariga Boys est un film documentaire nigérian réalisé par Femi Odugbemi en 2009. Il est consacré aux artistes de rue Segun Adefila and the Crown Troupe, qui utilisent le théâtre guérilla (en), la musique et le drame pour traiter des problèmes de la pauvreté dans les bidonvilles de Bariga à Lagos,,,,,,.

## Fiche technique
- Réalisation : Femi Odugbemi
- Production : DVWORX

## Récompenses et nominations
- Africa Movie Academy Award du meilleur film documentaire 2010.